# Kika - Un corpo in prestito
Kika - Un corpo in prestito (Kika) è un film del 1993 diretto da Pedro Almodóvar.

## Trama
Nicholas, scrittore statunitense in crisi, torna a Madrid dove ha lasciato il figliastro Ramon dopo il tragico suicidio di sua moglie, avvenuto 3 anni prima. Ramon vive con Kika, procace e svampita truccatrice più grande di lui, grazie alla quale è riuscito a placare molte sue turbe. Il ménage è scombussolato dal ritorno di Nicholas, il quale, per guadagnare qualcosa, si fa ingaggiare come sceneggiatore di storie su serial-killer da Andrea, conduttrice televisiva di un seguitissimo programma trash che specula sulla morbosa voglia di voyeurismo.
Nel complicato intreccio sentimentale, avviene lo stupro di Kika da parte di un evaso, il pornodivo Pablo, fratello della domestica lesbica Juana. Ciò scatena una reazione a catena che pone fine alle storie d'amore e non solo a quelle. In un gran finale da thriller hollywoodiano, Ramon, dopo aver compreso che sua madre non si suicidò ma fu uccisa da Nicholas, scopre un nuovo cadavere in bagno e stramazza a terra privo di sensi, quindi Andrea, che ha scoperto nello scrittore di tante storie di omicidi l'autore degli stessi, nel tentativo disperato di strappare un'intervista ad un autentico serial-killer, finisce per ammazzarlo ed essere poi ammazzata lei stessa.
Kika giunge giusto in tempo per raccogliere il testamento spirituale di Nicholas, un romanzo autobiografico con tutte le sue malefatte; quindi, morto questo, rianima il tramortito Ramon. Nel dirigersi in ospedale per assistere il suo ormai ex, si imbatte in un bel ragazzo in panne sul ciglio della strada. Dopo un iniziale tentennamento, non sa resistere e si fa guidare alla sfrenata festa di matrimonio verso la quale questi era diretto.

## Produzione
Innumerevoli le citazioni esplicite di classici del thriller e non solo, tra questi: La finestra sul cortile (Rear window), Psyco, L'occhio che uccide (Peeping Tom), Profondo rosso, Tenebre, Sciacalli nell'ombra (The Prowler) e Blow-Up.
Nella versione per le sale cinematografiche, vi è l'intervallo tra il primo e secondo tempo, durante la grottesca aggressione di Pablo, quasi a sottolineare il folle intento di una lunghissima violenza.
I bizzarri abiti indossati da Victoria Abril sono stati disegnati dallo stilista Jean-Paul Gaultier.

## Distribuzione
Il film è stato distribuito in Italia il 19 gennaio 1995 (ben 15 mesi dopo la sua uscita in Spagna) con un divieto ai minori di 14 anni.

## Riconoscimenti
- 1994 - Premio Goya
  - Migliore attrice protagonista a Verónica Forqué
  - Nomination Migliore attrice non protagonista a Rossy de Palma
  - Nomination Miglior produzione a Esther García
  - Nomination Miglior scenografia a Alain Bainée e Javier Fernández
  - Nomination Migliori costumi a José María Cossío
  - Nomination Miglior trucco e acconciatura a Gregorio Ros e Jesús Moncusi
  - Nomination Miglior sonoro a Jean-Paul Mugel e Graham V. Hartstone
  - Nomination Migliori effetti speciali a Olivier Gleyze, Yves Domenjoud e Jean-Baptiste Bonetto